# Caryophyllia communis
Espèce
Synonymes
- Ceratocyathus communis Seguenza, 1863[2]

Caryophyllia communis est une espèce de coraux de la famille des Caryophylliidae.

## Description
Caryophyllia communis a une taille moyenne de 20 mm, pouvant aller jusqu'à 30 mm.

## Répartition
Caryophyllia communis se rencontre dans l'océan Atlantique subtropical, entre 274 et 2 288 m de profondeur.